# Can Tous (Sant Joan Despí)
Can Tous és una masia de Sant Joan Despí (Baix Llobregat) inclosa a l'Inventari del Patrimoni Arquitectònic de Catalunya. Està situada a la part de mar de l'autopista B-23, a l'altura de la ciutat esportiva del FC Barcelona.

## Descripció
Edificació de planta rectangular, de planta baixa i dos pisos. Teulada plana amb torratxa rematada amb merlets piramidals. A ambdós costats, hi té adossats uns cossos annexes rematats per terrats i balconada balustrada a l'altura de la primera planta. A la banda esquerra de la casa i sota la balconada hi ha la següent inscripció: "Jesus, Maria, any 1504, Pere Famades".
La seva torre amb merlets a la catalana és ben visible des de l'autopista B-23.

## Història
Anteriorment anomenada "Casa Ramoneda".